# Mariano de Joya
Mariano H. de Joya (Batangas, 8 september 1887 - 5 juli 1964) was een Filipijns jurist. De Joya was werkzaam als advocaat, rechter en hoogleraar rechten. In 1945 werd hij benoemd tot rechter van het Hooggerechtshof van de Filipijnen.

## Biografie
Mariano de Joya werd geboren op 8 september 1887 in Batangas in de gelijknamige Filipijnse provincie Batangas. Zijn ouders waren Gerardo de Joya en Toribia Honrado. De Joya volgde onderwijs aan diverse openbare scholen in Batangas, waaronder Batangas High School totdat hij in 1903 door gouverneur-generaal van de Filipijnen William Howard Taft werd geselecteerd als een van de honderd government pensionados, die op kosten van de Amerikaanse overheid mochten studeren in de Verenigde Staten. Na een jaar studie aan de National City High School en de Santa Barbara High School in Californië studeerde de Joya rechten. In 1906 behaalde hij zijn bachelor-diploma aan Indiana University in Indiana en in 1907 volgde zijn master-diploma aan Yale.
Na terugkeer in de Filipijnen werkte hij kortstondig als leraar en was hij vanaf 1908 vertaler voor het Bureau of Justice. Ook was hij secretaris van de Attorney-General Ignacio Villamor. In 1909 slaagde hij als beste van zijn jaar (ex aequo met Antonio Villareal) voor het toelatingsexamen (bar exam) van de Filipijnse balie. In december 1910 nam hij ontslag bij het Bureau of Justice en werd hij Fiscal (openbaar aanklager) van Zambales en later van Misamis, Agusan en Surigao tot december 1912. Terug in Manilla was hij van 1912 tot 1917 assistent openbaar aanklager van de stad Manilla. Ook was hij in deze periode universitair hoofddocent rechten en vanaf 1917 hoogleraar aan de University of the Philippines. Daarnaast was hij hoogleraar aan de University of Santo Tomas en de National University. Tevens schreef hij in deze periode diverse boeken over recht.
Van 1921 tot 1924 was De Joya rechter van een Court of First Instance. Nadien was hij jarenlang werkzaam als advocaat op zijn eigen advocatenkantoor. Over zijn activiteiten tijdens de Japanse bezetting van de Filipijnen gedurende de Tweede Wereldoorlog in niets bekend, maar na de herovering van het land door de Verenigde Staten en het herstel van het gezag werd hij op 6 juni 1945 door president Sergio Osmena aangesteld als rechter van het Hooggerechtshof van de Filipijnen. Zijn periode in dit hoogste Filipijnse rechtscollege duurde slechts kort. Op 25 juni 1946 diende De Joya zijn ontslag in. In deze periode kreeg hij onder meer te maken met de zaak tegen de Japanse generaal Tomoyuki Yamashita, die terechtstond voor zijn aandeel in het bloedbad van Manilla. De rechters van het hooggerechtshof weigerden het beroep van Yamashita in behandeling te nemen.
Na zijn periode als rechter van het hooggerechtshof werd De Joya door diverse Filipijnse presidenten ingezet als juridisch adviseur of onderzoeker. Zo werd hij door president Diosdado Macapagal aangesteld als speciale onderzoeker naar een mogelijke omkopingszaak bij de gunning van een aanbesteding van een havengebied. Hij was ook een van de leden van het door president Elpidio Quirino ingestelde Integrity Board en hij was in 1962 juridisch adviseur voor de Senate Blue Ribbon Committee bij het onderzoek naar de Stonehill-zaak.
De Joya overleed in 1964 op 76-jarige leeftijd. Hij was getrouwd met Mercedes Rosal en kreeg met haar twaalf kinderen.